# Indosuchus
Indosuchus ("indický krokodýl") byl rod abelisaurida, dravého dinosaura z oblasti dnešní Indie. Jako většina teropodů byl i Indosuchus dvojnohý masožravec. Byl dlouhý asi 7 metrů a vážil kolem 1,2 tuny.

## Objev a popis
Byl pojmenován v roce 1932 Friedrichem von Huenem, popsán byl o rok později von Huenem a Charlesem Alfredem Matleym na základě tří částečných lebek nalezených Matleym v Džabalpuru v Indii (v sedimentech geologického souvrství Lameta). Rodové jméno je složeninou z Indos, starořeckého označení pro Indus, a Soukhos, starořeckého jména krokodýlího boha.
Fosilie tohoto a dalších dinosaurů ze stejného souvrství mohly být již před staletími nevědomky uctívány hinduisty v místních chrámech (například jako božstvo zvané Šarabha).

## Synonymní rody
Synonymními rody indosucha mohou být Indosaurus a Jubbulpuria, zhruba stejně velcí abelisauridi, žijící ve stejné době na stejném místě. Starším synonymem by pak mohl být pochybný rod Lametasaurus, popsaný již roku 1923.